# ICE 1

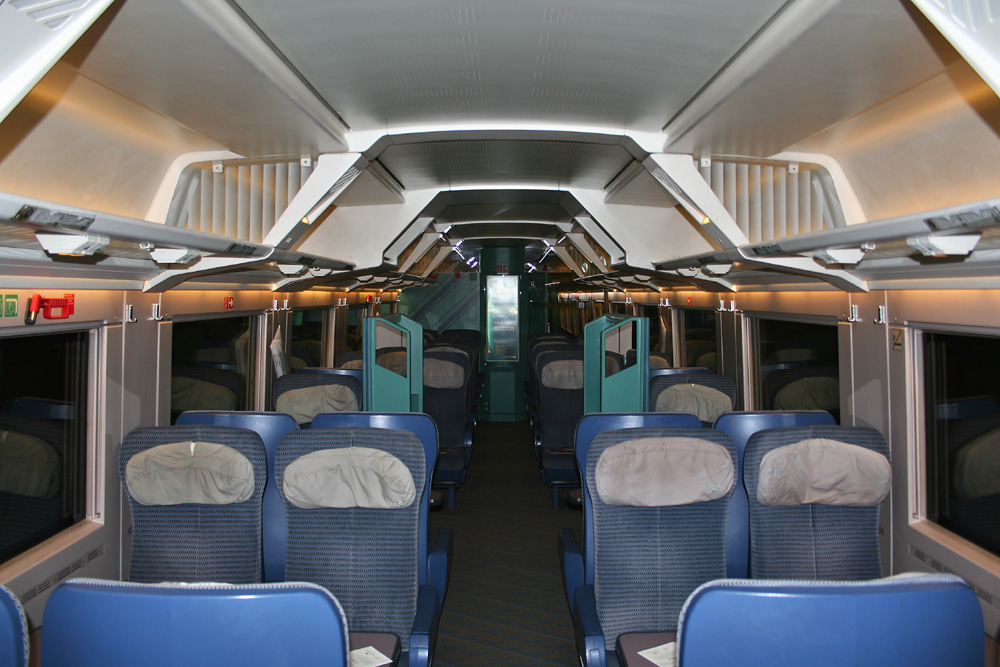
Termes kocsi

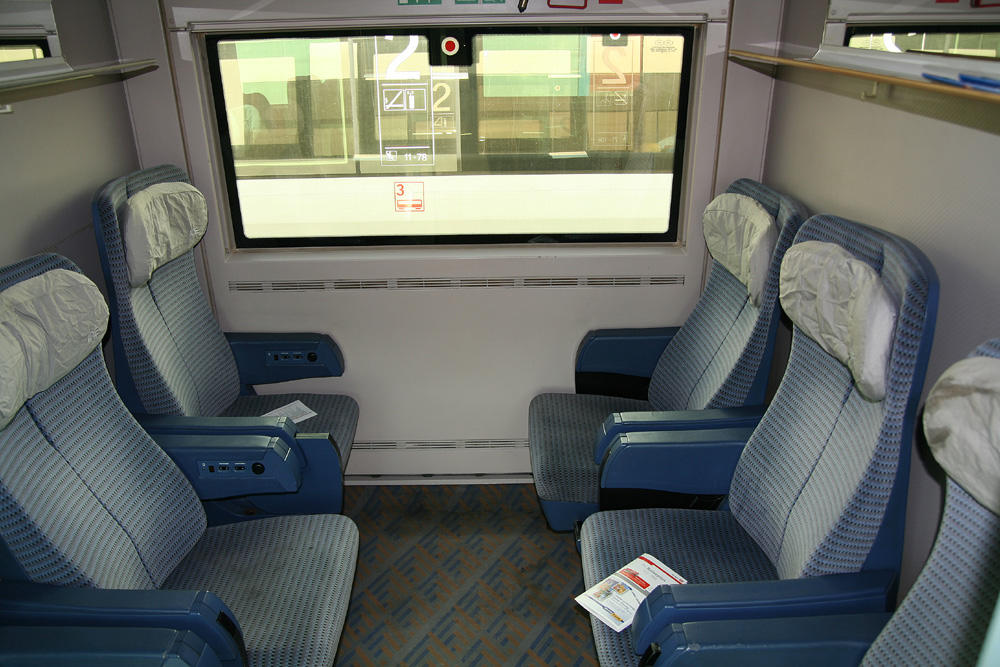
Hat üléses fülke

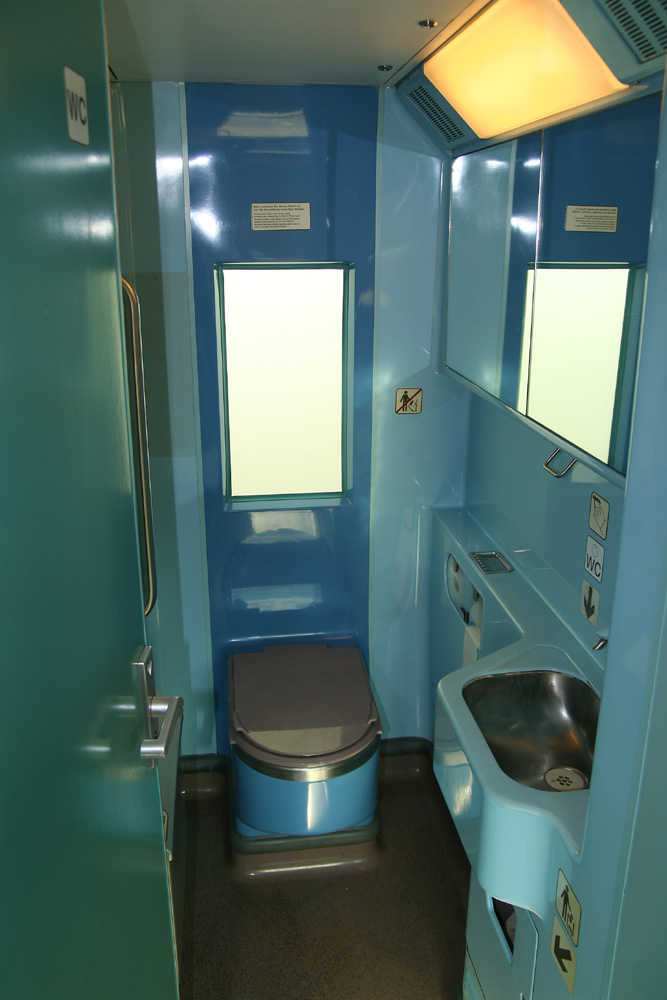
Mellékhelyiség

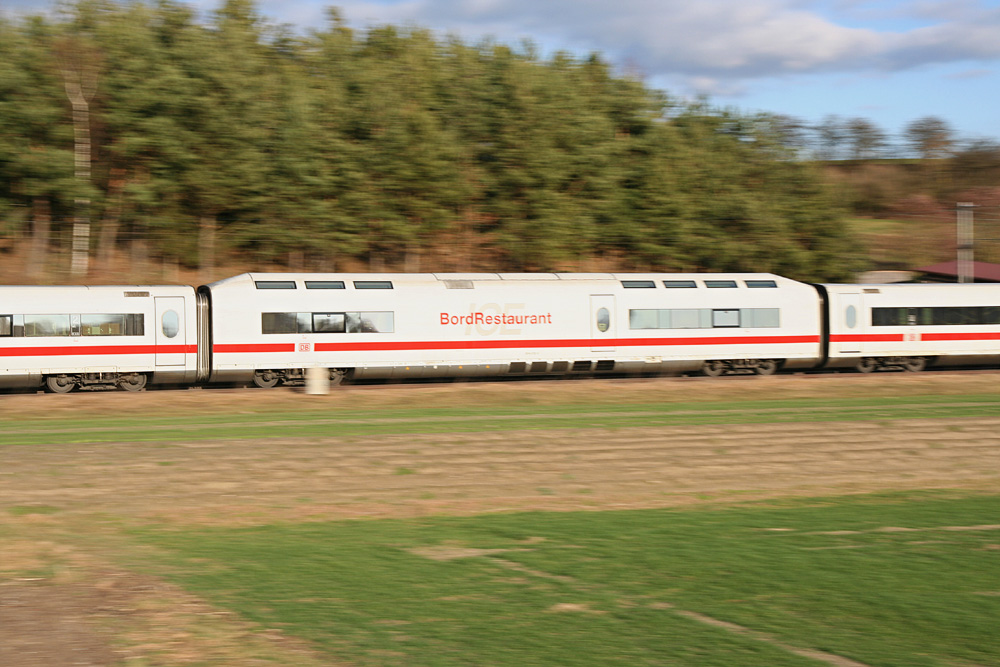
A motorvonat jellegzetes étkezőkocsija

Az ICE 1 a Deutsche Bahn első generációs nagysebességű Intercity Express villamos motorvonata. 1989 és 1994 között gyártotta az AEG, az ABB, a Henschel, a Krauss-Maffei, a Krupp és a Siemens. Összesen 59 szerelvény készült el.

## Járműösszeállítás
A motorvonat két hajtófejből áll, köztük személykocsikkal. A szerelvény nem "igazi" motorvonat, jobban hasonlít a mozdony vontatta hagyományos vonatra. A mozdonyok neve ebben az esetben vonófej. A hajtófejek között 10-14 személykocsi helyezkedik el. A szerelvény összteljesítménye 9600 kW, ami elegendő a 280 km/h-s sebesség elérésére is.

## Története
Amikor a DB üzembe állította 1991-ben az első generációját az Intercity Express vonatoknak, óriási technológiai ugrást hajtott végre Németország. Az első időkben a vonatok 250 km/h sebességgel közlekedtek, az új vagy felújított vonalakon, tetemesen lerövidítve az utazási időket. Az új nagysebességű vonatok telepítése meggyorsította a nagysebességű vonalak építését. Németországban a vasúti személyszállítás ezen intézkedések révén megint alternatív megoldása lett a motorizációnak és a légi közlekedésnek.
Az ICE-k kora 1991-ben jött el, ekkor a flotta 23 kész és 26 már megrendelt ICE 1-ből állt. A DB tervei szerint a lehető leghosszabb nagysebességű pályán kellett ezeknek szolgálatot teljesítenie, így a 6. számú Hamburg-München (Hamburg, Hannover, Göttingen, Kassel-Wilhelmshöhe, Fulda, Frankfurt am Main, Mannheim, Stuttgart, Ulm, Augsburg, München) vonalra került az első 18 vonat – kb. 6 órás menetidővel. A vonatokkal átlagosan egy órát, gyakran a korábbi menetidő felét is meg lehetett takarítani a korábbi lehetőségekhez képest.
1992-ben nyílt meg a második ICE vonal (IC Linie 4), szintén Hamburg és München között, de Bréma, Hannover, Kassel, Fulda, Würzburg és Nürnberg érintésével – ekkor került a DB tulajdonába elegendő ICE vonat.
Az első időszak problémáin (nem záródó ajtók, eldugult WC-k, motor-meghibásodások) viszonylag gyorsan felülemelkedett a típus – egy problémájára azonban mind a mai napig nem találtak megoldást fejlesztői. Nem túl jól eltalált acél konstrukciójának "köszönhetően" a vonat 200 km/h fölött érezhetően rezonál és hangossá válik. A problémát első körben a kerekeken történő csillapítással próbálták orvosolni, így a villamos közlekedésben már bevált gumigyűrűs kerekekkel (radumspannender Gummiring) szerelték fel a vonatokat. Ez a megoldás vezetett az ICE történetének legszomorúbb eseményéhez, az eschede-i vonatbalesethez.
1992 végén érkezett meg az újabb 19 vonat, melyeket azonnal az újonnan megnyílt 3. IC vonalra vezényeltek, itt először Karlsruhe és Bázel (Hamburg-Hannover-Kassel- Fulda-Frankfurt am Main-Mannheim-Karlsruhe-Freiburg im Breisgau- Bázel), majd nem sokkal később Zürich került be a célállomások közé. 1993-ban, amellett, hogy a célállomások köre Berlinnel bővült, mind a 60 ICE 1 vonat pályára került. A vonatok azóta is évente átlagosan 520 000 kilométert futnak.
2006-tól a svájci előírások módosultak, és a nagysebességű pályákon az ETCS (Level 2) biztosítóberendezés rendszer alkalmazását írják elő, így az érintett 18 ICE 1 szerelvény ezzel a rendszerrel ki lett bővítve.
A legforradalmibb változások közül ki kell emelni a vonatok teljesen új belső tervezését, mely számos speciális berendezést biztosított az utasok számára. Ilyenek például a nagy helyet adó ülések, állítható háttámlák és ülésmagasságok, étkező, és büfé kocsik, csomagmegőrzők, zárt rendszerű WC-k, WC-k a mozgássérültek számára, konferenciahelyiség stb., és mindezek elősegítették a távolsági utazások masszív növekedését Németországban.
Az ICE 1 vonatokat könnyű megkülönböztetni a hasonló ICE 2 szerelvényektől a nagyobb hossz és a kiemelkedő, púpos alakú étkezőkocsi miatt, továbbá az ICE 1 orrán nem található önműködő központi kapcsolófej, ezért nincs ennek az elején nyitható takaróelem.

## Balesetek[2]
- 1998. június 3-án 10:58 perckor történt Németországban a Hannover–Hamburg nagysebességű vasútvonalon, Eschedétől 6 kilométerre délre, a Münchenből Hamburgba tartó ICE 884 számú vonat első kocsijának az egyik kerekének abroncsa szétrobbant, amelynek darabjai szétszóródtak, egyik része az utastérbe fúródott. A tragédiában 101 ember életét veszítette, 88 súlyos, további mintegy 100 személy könnyebb sérülésekkel került kórházba. Bővebben: Eschedei vasúti baleset
- 2001. november 22-én, éjszaka, Hanau és Frankfurt közötti nagysebességű pályán a szemből érkező vonat vezetője észlelte, hogy az ICE 698 vonat hátsó motorkocsija füstöl. A vonatot Offenbach állomásán állították le, 160 utasát evakuálták. A balesetben senki nem sérült meg, de a vonófej (rövidzárlat következtében) kiégett.
- 2006. április 15-én, éjszaka egy részeg autósnak sikerült Darmstadtban balesete után a síneken landolnia. A sofőrt a helyi lakók kimentették, de azt már nem tudták megakadályozni, hogy a 160 km/h sebességgel érkező ICE 1 ne gázoljon át a kocsin. A kocsi az ütközés következtében felrobbant, a motorkocsi egység kisiklott és nagyjából egy kilométert így futott, míg a vonatnak sikerült megállnia. Személyi sérülés nem történt, de az okozott kár elérte a 2 millió eurót.
- 2006. április 28-án Thun állomására érkezéskor az ICE 278 egy BLS motorvonattal ütközött. Az alacsony sebesség ellenére – a vonat nagyjából 60 km/h-val ment – a 14 részes szerelvény kétharmada kisiklott. A balesetben többen, így az ICE vezetője is megsérült.
- 2008. április 26-án a Hamburg és München között közlekedő ICE 885 Fuldától nem messze, 21.05-kor a 11 kilométer hosszú Landrückentunnel alagút északi bejáratánál egy juh-nyájon gázolt át. Feltételezhetően az alagút bejárati léglökése is hozzájárult ahhoz, hogy a juhok miatt kibillent motorkocsi egység kisiklott, és a vonat 12 kocsijából 10-et magával rántott. A szerelvény az alagútban állt meg. Annak ellenére, hogy a vonat 200 km/h-nál nagyobb sebességgel érkezett a baleset helyszínére, a vonaton 19 könnyebb sérült és 20 elpusztult birka volt a baleset egyenlege, no meg jelentős – több millió eurós – anyagi kár. A juhokat valószínűleg egy kóbor kutya hajtotta a sínekre.

## Keresztelés
2002 októberéig az összes ICE szerelvénynek nevet adtak. Az eddigi elnevezett motorvonatok:
- Tz101 – Gießen
- Tz102 – Flensburg
- Tz104 – Mühldorf a. Inn
- Tz105 – Offenbach am Main
- Tz105 – Offenbach am Main
- Tz106 – Itzehoe
- Tz107 – Plattling
- Tz108 – Lichtenfels
- Tz109 – Aschaffenburg
- Tz110 – Gelsenkirchen
- Tz111 – Nürnberg
- Tz112 – Memmingen
- Tz113 – Frankenthal/Pfalz
- Tz114 – Friedrichshafen
- Tz115 – Regensburg
- Tz116 – Pforzheim
- Tz117 – Hof
- Tz119 – Osnabrück
- Tz120 – Lüneburg
- Tz152 – Hanau
- Tz153 – Neumünster
- Tz154 – Heppenheim/Bergstraße
- Tz155 – Rosenheim
- Tz156 – Freilassing
- Tz158 – Gütersloh
- Tz159 – Bad Oldesloe
- Tz160 – Mülheim (Ruhr)
- Tz161 – Bebra
- Tz162 – Geisenheim/Rheingau
- Tz167 – Garmisch-Patenkirchen
- Tz168 – Crailsheim
- Tz169 – Worms
- Tz173 – Timmendorfer Strand
- Tz176 – Bremen
- Tz177 – Basel
- Tz178 – Bremerhaven
- Tz180 – Castrop-Rauxel
- Tz181 – Zürich
- Tz184 – Bruchsal
- Tz185 – Hildesheim
- Tz187 – Fulda
- Tz188 – Rüdesheim am Rhein
- Tz190 – Ludwigshafen am Rhein

## Forgalom
Jelenleg az állomány nagy része a nagy forgalmú Hamburg – Frankfurt – Würzburg – München és Hamburg – Ruhr-vidék – Frankfurt – Nürnberg – Bécs vonalakon üzemel.